# Anauxesida tanganjicae
Anauxesida tanganjicae är en skalbaggsart som beskrevs av Stefan von Breuning 1958. Anauxesida tanganjicae ingår i släktet Anauxesida och familjen långhorningar. Inga underarter finns listade i Catalogue of Life.